# Ngyandu Vallis
La Ngyandu Vallis è una struttura geologica della superficie di Venere.